# Монеты Ниуэ
Монеты Ниуэ (иногда доллар Ниуэ) — коллекционные монеты государственного образования Ниуэ.
Свободно ассоциированное с Новой Зеландией государственное образование Ниу́э использует в качестве валюты новозеландский доллар. Однако, в качестве коллекционного выпускается специальные монеты, которые никогда не предназначались для обращения, но при этом они приемлемы в качестве платёжного средства в Ниуэ.
Монеты Ниуэ той же окраски и массы, что и соответствующие новозеландские, но имеют другой рисунок на реверсе; стандартные: 5 центов — два горбатых кита, 10 центов — краб, 20 центов — аквалангист, 50 центов — аутриггер-каноэ, 1 доллар — меч-рыба (на монете 2010 г. выпуска — листья растения). На лицевой стороне всех монет Ниуэ изображён национальный герб или британский монарх. Банкноты Ниуэ не выпускаются.